# Istituto di diritto internazionale

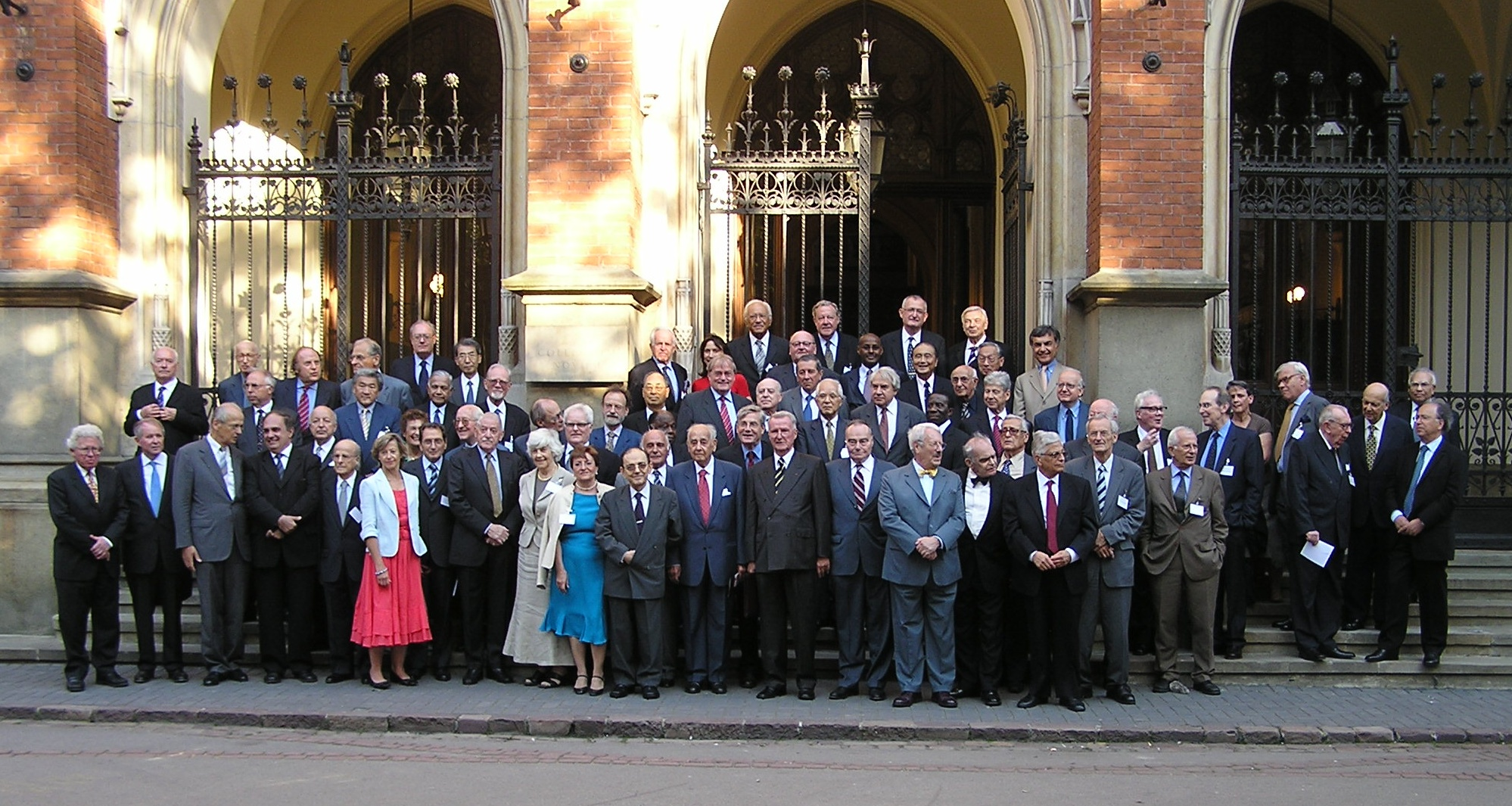
Sessione della fondazione a Cracovia nel 2005

L'Istituto di diritto internazionale (Institut de droit international) è una fondazione creata per iniziativa del giurista belga Gustave Rolin-Jaequemyns, ed alla quale nel 1904 è stato attribuito il Premio Nobel per la pace.

## Scopi
L'obiettivo della Fondazione è quello di sostenere gli sforzi volti ad eliminare i motivi di conflitto fra le nazioni e diretti alla codificazione del diritto internazionale. Il motto della Fondazione è "Giustizia e Pace".

## Storia
Durante il conflitto franco-prussiano del 1870-1871, Jaequemyns prese contatti con giuristi di altre nazioni, per discutere della nascita di una fondazione internazionale che ponesse le basi per la creazione di leggi valevoli a livello mondiale, per preservare la pace, scongiurando la possibilità di nuove guerre.
La fondazione vide la luce nel 1874, con sede a Ginevra; come primo presidente venne nominato l'italiano Pasquale Stanislao Mancini. Dal 1971 la sede si trasferì a Zagabria. Dal 2003 la sede ufficiale è a Grez-Doiceau in Belgio.

### Fondatori
I primi firmatari furono:
- Pasquale Stanislao Mancini, italiano, da Roma (eletto primo presidente dell'Istituto);
- Gustave Rolin-Jaequemyns, belga, da Gand (nominato primo segretario-generale dell'Istituto);
- Tobias Asser, olandese, da Amsterdam;
- Wladimir Besobrasoff, russo, da Pietroburgo;
- J. K. Bluntschli, svizzero, da Heidelberg;
- Carlos Calvo, argentino, da Buenos Aires;
- David Dudley Field, statunitense, da New York;
- Émile de Laveleye, belga, da Liegi;
- James Lorimer, britannico, da Edimburgo;
- Gustave Moynier, svizzero, da Ginevra;
- Augusto Pierantoni, italiano, da Napoli.

## Finalità
L'Istituto di Diritto Internazionale è un'associazione privata, a carattere puramente scientifico, che tende come finalità quella di formulare principi giuridici generali atti a preservare la pace e l'armonia nel mondo.